# سیارک ۱۱۵۵۴
سیارک ۱۱۵۵۴ (به انگلیسی: 11554 Asios، نامگذاری:1993BZ12) یازده هزار و پانصد و پنجاه و چهارمین سیارک کشف شده‌است که در ۲۲ ژانویه ۱۹۹۳ کشف شد.
قدر مطلق سیارک برابر ۱۰۷.۰ است.